# Erythrosuchidae
Famille
Les Erythrosuchidae sont une famille fossile de Sauropsides archosauriformes carnivores. Ils ont vécu, en grand nombre, de la fin du Trias inférieur au Trias moyen, entre environ 249 et 237 millions d'années (Ma). Ils faisaient partie à leur époque des prédateurs situés au sommet de la chaine alimentaire.

## Systématique
La famille des Erythrosuchidae a été créée en 1917 par le paléontologue britannique David Meredith Seares Watson, d'après le genre éponyme Erythrosuchus (du grec ancien signifiant crocodile rouge).

## Description
Les Erythrosuchidae étaient longs d'environ 2,5 à 5 mètres, l'un des plus grands étant Erythrosuchus, avec un crâne d'environ 1 mètre.

## Liste des genres
Une dizaine de genres ont été attribués à cette famille.
| Genre           | Statut | Âge                     | Lieu                                | Description | Illustration |
| --------------- | ------ | ----------------------- | ----------------------------------- | ----------- | ------------ |
| Bharitalasuchus | Valide | Trias moyen             | Inde                                |             |              |
| Chalishevia     | Valide | Trias moyen             | Russie européenne                   |             |              |
| Erythrosuchus   | Valide | Trias inférieur à moyen | Afrique du Sud                      |             |              |
| Garjainia       | Valide | Trias inférieur         | Russie européenne et Afrique du Sud |             |              |
| Guchengosuchus  | Valide | Trias inférieur         | Chine                               |             |              |
| Shansisuchus    | Valide | Trias moyen             | Chine                               |             |              |
| Uralosaurus     | Valide | Trias moyen             | Russie européenne                   |             |              |
| Vjushkovisaurus | Valide | Trias moyen             | Russie européenne                   |             |              |

## Paléoécologie
Les Erythrosuchidae étaient des prédateurs de grande taille qui chassaient dans le milieu aquatique, à l'image des crocodiles actuels. On pense qu'ils se nourrissaient notamment de Dicynodontes (Thérapsides anomodontes herbivores de cette époque) et en particulier de Kannemeyeriidae.